# ألان ستون
ألان ستون (بالإنجليزية: Allan Stone)‏ مواليد 14 أكتوبر 1945 في لاونسستون، هو لاعب كرة مضرب أسترالي سابق بدأ مسيرته كمحترف سنة 1968، اعتزل اللعب في 1978. كما أنه أحد أبطال الجراند سلام. أعلى تصنيف له في الفردي كان المركز الـ 38 في سنة 1975.

## بطولات حققها
- بطولة أستراليا المفتوحة للتنس

## روابط خارجية
- ألان ستون على موقع رابطة محترفي التنس (الإنجليزية)
- ألان ستون على موقع الاتحاد الدولي لكرة المضرب (الإنجليزية)
- ألان ستون على موقع كأس ديفيز (الإنجليزية)
- ألان ستون على موقع اتحاد التنس الأسترالي (الإنجليزية)
- ألان ستون على موقع خلاصة التنس.كوم (الإنجليزية)